# Mesoperlina
Mesoperlina is een geslacht van steenvliegen uit de familie Perlodidae. De wetenschappelijke naam van het geslacht is voor het eerst geldig gepubliceerd in 1921 door Klapálek.

## Soorten
Mesoperlina omvat de volgende soorten:
- Mesoperlina capnoptera (McLachlan, 1886)
- Mesoperlina martynovi Zhiltzova, 1970
- Mesoperlina muricata Koponen, 1949
- Mesoperlina ochracea Klapálek, 1921
- Mesoperlina pecirkai Klapálek, 1921
- Mesoperlina shibarica Kawai, 1963